# Costinești (okręg Konstanca)
Costinești – wieś w Rumunii, w okręgu Konstanca, w gminie Costinești. W 2011 roku liczyła 1376 mieszkańców.